# Fayçal Agab
Pour les articles homonymes, voir Agab.
Fayçal Agab est un footballeur soudanais né le 24 août 1978.
Il a participé à la Coupe d'Afrique des nations 2008 avec l'équipe du Soudan.
Il a été finaliste de la Coupe de la CAF en 2007.

## Carrière
- 2003- : Al Merreikh ( Soudan)

## Palmarès
- Vainqueur de la Coupe du Soudan en 2005, 2006 et 2007 avec Al Merreikh Omdurman
- Finaliste de la Coupe de la CAF en 2007 avec Al Merreikh Omdurman